# Station Ropczyce-Witkowice
Station Ropczyce-Witkowice is een spoorwegstation in de Poolse plaats Ropczyce.